# Jens Petermann

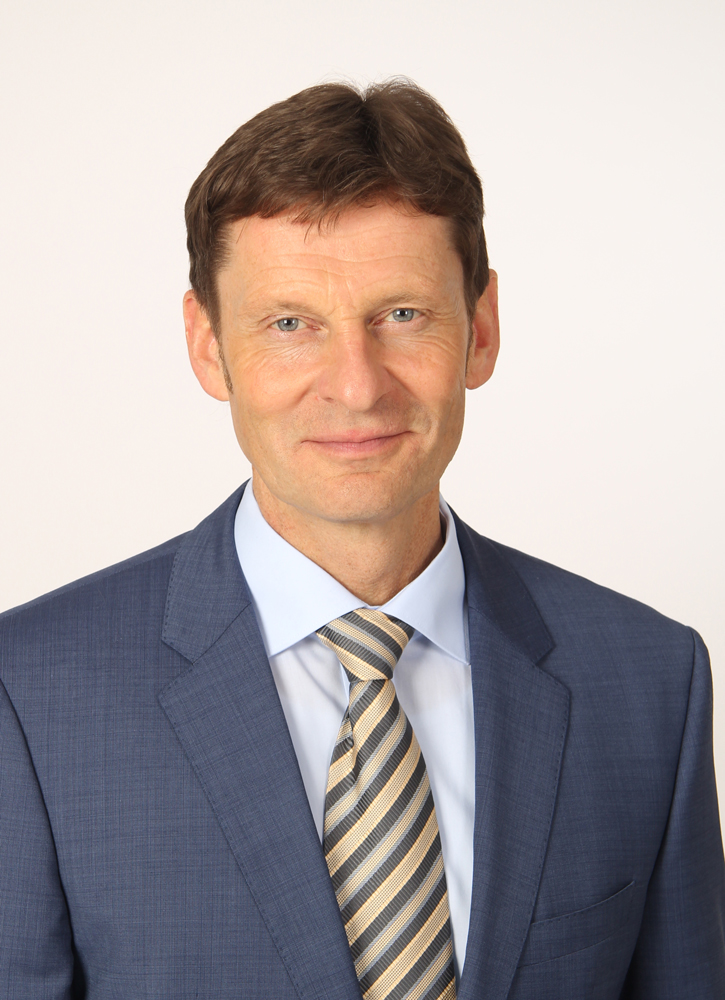
Jens Petermann, Mitglied des Deutschen Bundestages und rechtspolitischer Sprecher der Bundestagsfraktion Die Linke in der 17. Wahlperiode

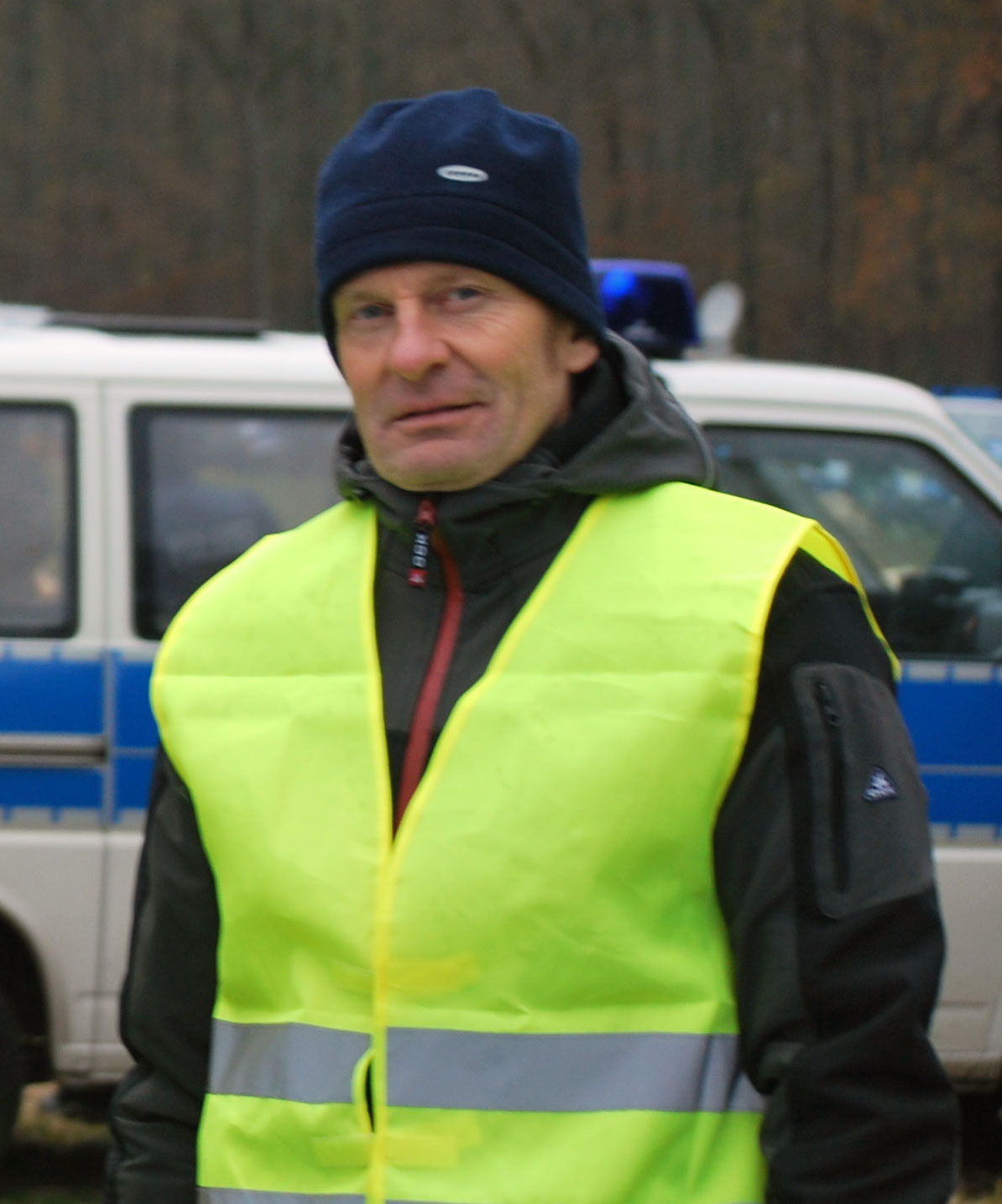
Jens Petermann als Parlamentarischer Beobachter und Schlichter bei der Anti-Atom-Demonstration in Gorleben 2011.

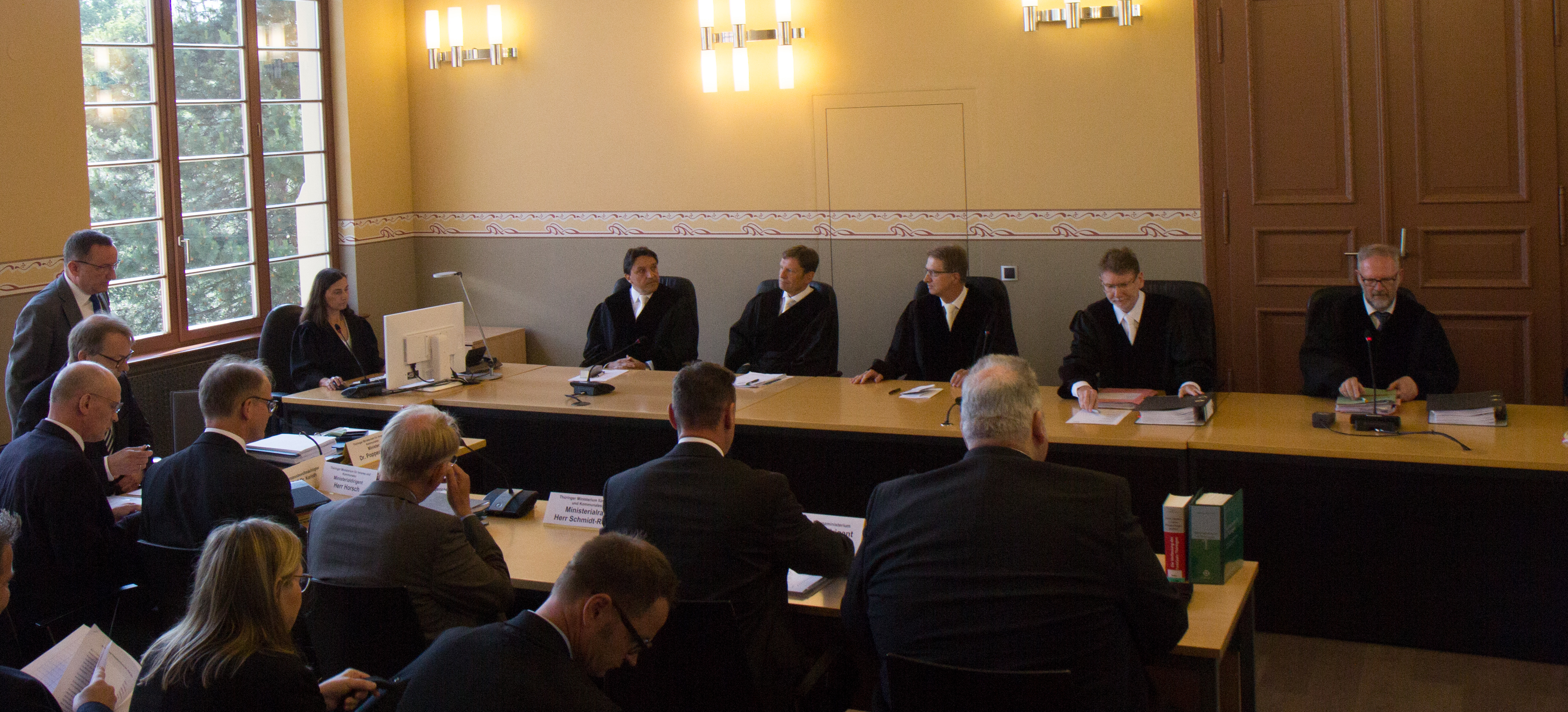
Petermann beim Verfassungsgerichtshof (zweiter Richter von Links), ganz rechts Manfred Aschke, rechts daneben Walter Bayer, rechts daneben Hartmut Schwan

Jens Petermann (* 16. Juli 1963 in Arnstadt) ist ein deutscher Jurist und Politiker (Die Linke). Von 2009 bis 2013 war er Mitglied des Deutschen Bundestages. Gegenwärtig ist er Richter am Thüringer Verfassungsgerichtshof.

## Leben
Jens Petermann besuchte von 1970 bis 1978 die POS „Otto Grotewohl“ in Stadtilm. Von 1978 bis 1982 ging er auf die EOS „Dr. Theodor Neubauer“ in Arnstadt und legte das Abitur ab. Seinen Wehrdienst leistete er von 1982 bis 1985 beim Wachregiment „Feliks Dzierzynski“ des Ministeriums für Staatssicherheit. Von 1985 bis 1989 studierte er Rechtswissenschaften an der Humboldt-Universität Berlin mit Abschluss als Diplom-Jurist und dem juristischen Staatsexamen. Während seiner Studentenzeit trat er 1986 der SED bei und blieb Parteimitglied bis zur Wende 1990.
Im September 1989 wurde er zum Richterassistenten berufen und mit 26 Jahren als dienstjüngster Richter in das Kreisgericht Arnstadt gewählt. Er bearbeitete dort Familien-, Straf-, Arbeits- und Zivilrechtssachen. Petermann qualifizierte sich insbesondere im Arbeitsrecht. 1991 kam er an das Kreisgericht Gotha und arbeitete ab 1993 an den Arbeitsgerichten Gotha, Eisenach und Nordhausen.
Dort war er mit unzähligen Klagen von Arbeitnehmern beschäftigt, die bei der Abwicklung von volkseigenen Betrieben oder bei der Umwandlung von Staats- in Privatbetriebe anhängig wurden. Klagen nach Massenkündigungen lagen Jens Petermann ebenso zur Entscheidung vor wie Einzelklagen von Mitarbeitern wegen unterschiedlicher Ansprüche aus dem Arbeitsverhältnis. Jens Petermann konnte den Aufbau einer unabhängigen Justiz hautnah miterleben und später auch aktiv mitgestalten. Ab Mitte der 1990er-Jahre engagierte sich Petermann in Thüringen in verschiedenen Richterverbänden. Von 2002 bis 2008 war er Vorsitzender des Verbandes der Arbeitsrichterinnen und Arbeitsrichter Thüringens (VAT) und Landessprecher der Neuen Richtervereinigung für Thüringen. Petermann war viele Jahre Mitglied im Hauptrichterrat der Thüringer Arbeitsgerichtsbarkeit und des Gemeinsamen Ausschusses der Thüringer Hauptrichterräte.
2006 wurde er Richter am Sozialgericht in Gotha – dem größten Sozialgericht Thüringens und 2008 ständiger Vertreter des Direktors. Jens Petermann bearbeitete als Sozialrichter zum größten Teil Klagen, die im Kontext mit der Hartz-IV-Gesetzgebung standen. Dabei setzte er sich intensiv mit der Problematik auseinander und kam wie viele andere Sozialrichter zur Erkenntnis, dass eine Gesetzgebung vorlag, die es zu hinterfragen gilt.
Im Mai 2015 hat eine Kammer des Sozialgerichtes Gotha mit Petermann als Vorsitzendem einen Vorlagebeschluss zum Bundesverfassungsgericht erlassen, in dem die Rechtsauffassung vertreten wird, die Sanktionsnormen §§ 31–31b SGB II seien mit dem Grundgesetz unvereinbar.
Im September 2015 wurde Petermann auf Vorschlag seiner Partei vom Thüringer Landtag mit der notwendigen Zweidrittelmehrheit zum Mitglied des Thüringer Verfassungsgerichtshofs gewählt. Es handelt sich dabei um ein Ehrenamt. Im Dezember 2017 wurde er, nach einem Antrag der AfD, in einem Verfahren zum Jugendwahlrecht durch den Verfassungsgerichtshof für befangen erklärt und darf an diesem nicht weiter mitwirken.

### Parlamentarische Arbeit
Bei der Bundestagswahl 2009 gewann er mit 32,2 Prozent das Direktmandat des Bundestagswahlkreises Suhl – Schmalkalden-Meiningen – Hildburghausen (197) und wurde Mitglied des Deutschen Bundestages.
Er hatte für die Partei Die Linke kandidiert, der er allerdings erst im Dezember 2010 beigetreten ist.
In der 17. Wahlperiode des Deutschen Bundestages war er Rechtspolitischer Sprecher und Obmann der Linksfraktion im Rechtsausschuss. Des Weiteren war er Mitglied im Sportausschuss, im Richterwahlausschuss und stellvertretendes Mitglied im 1. Parlamentarischen Untersuchungsausschuss Gorleben, im 2. Parlamentarischen Untersuchungsausschuss NSU sowie im Ausschuss für Umwelt, Naturschutz und Reaktorsicherheit.
Seit Mai 2009 ist Jens Petermann Mitglied des Stadtrates in Arnstadt und seit 2012 Mitglied im Kreistag des Ilm-Kreises.
Im November 2010 veröffentlichte er in Zusammenarbeit mit dem Gesprächskreis Arbeitsrecht der Rosa-Luxemburg-Stiftung einen Diskussionsentwurf für ein Gesetz zur Regelung der Mindestbedingungen im Arbeitsverhältnis – Arbeitsvertragsgesetz. Dieser Entwurf fasst das geltende Individualarbeitsrecht zusammen und versucht es aus Sicht der Beschäftigten gerechter und sozialer zu gestalten. Die formulierten Mindestbedingungen sind u. a. ein gesetzlicher Mindestlohn von zehn Euro pro Stunde, eine Reduzierung der Wochenarbeitszeit, ein Verbot der Leiharbeit, Verbesserungen der Vereinbarkeit von Familie und Beruf und die Beschränkung der Befristung.
Im Januar 2013 wurde Jens Petermann von den Gebietsverbänden der Partei Die Linke von Schmalkalden-Meiningen, Hildburghausen und der Stadt Suhl einstimmig erneut zum Direktkandidaten für die Bundestagswahl gewählt. Bei der Bundestagswahl am 22. September 2013 erreichte er 27,3 % der Erststimmen und damit das beste Erststimmenergebnis aller Thüringer Kandidaten der Linkspartei. Im Wahlkreis 197 unterlag er allerdings dem CDU-Kandidaten Mark Hauptmann und schied damit aus dem Bundestag aus.